# Europäisches Kompetenzzentrum für Cybersicherheit in Industrie, Technologie und Forschung
Das Europäische Kompetenzzentrum für Cybersicherheit in Industrie, Technologie und Forschung (englisch European Cybersecurity Competence Centre) (ECCC) ist eine Exekutivagentur der Europäischen Union mit Sitz in Bukarest, Rumänien. Das ECCC soll Projekte im Bereich der Cybersicherheit finanzieren und koordinieren. Die Pläne, das Kompetenzzentrum zu gründen, wurden im Jahr 2018 durch die Europäische Kommission bekannt gegeben, die Verordnung zur Gründung des ECCC wurde am 20. Mai 2021 veröffentlicht. Am 13. Oktober 2023 wurde Luca Tagliaretti zum Exekutivdirektor des ECCC gewählt. Das ECCC arbeitet eng mit einem Netzwerk nationaler Koordinierungszentren (NCCs) zusammen.
Das Governing Board des ECCCs tagte das erste Mal am 23. Juni 2022 in Bukarest. Bei dem Treffen wurde bekannt gegeben, dass das ECCC ab dem 29. September 2022 für Ausschreibungen im Wert von 140 Mio. Euro unter dem Schirm von Horizont Europa verantwortlich ist.

## Netzwerk nationaler Koordinierungszentren
Das Netzwerk der nationalen Koordinierungszentren (NCCs) besteht aus 27 Zentren, eines aus jedem Mitgliedstaat. Sie zielen darauf ab, die Forschungsexzellenz und die Wettbewerbsfähigkeit der Union im Bereich der Cybersicherheit zu stärken.
Gemäß der Verordnung sind die nationalen Koordinierungszentren Einrichtungen des öffentlichen Sektors oder größtenteils in staatlichem Besitz oder erfüllen öffentliche Verwaltungsaufgaben. Sie sind in der Lage, das Europäische Kompetenzzentrum für Cybersicherheit (ECCC) und das Netzwerk bei der Erfüllung ihrer Aufgaben zu unterstützen. NCCs verfügen entweder über Forschungs- und technologisches Fachwissen im Bereich Cybersicherheit oder haben Zugang dazu und sind in der Lage, sich effektiv mit der Industrie, dem öffentlichen Sektor, der akademischen und Forschungsgemeinschaft und den Bürgern zu befassen und zu koordinieren.
Zu den Finanzierungsquellen der NCCs zählen über das ECCC das Programm „Digital Europe“ und „Horizont Europa“ im Rahmen des langfristigen EU-Haushalts 2021–2027 sowie Beiträge der Mitgliedstaaten.

### Liste der Nationalen Koordinierungszentren
| Land         | Nationales Koordinierungszentrum (NCC)                                                                                  | Website NCC                               |
| ------------ | --- | ----------------------------------------- |
| Belgien      | Centre for Cybersecurity Belgium (CCB)                                                                                  | https://ccb.belgium.be/ncc                |
| Bulgarien    | Ministry of Electronic Governance                                                                                       |                                           |
| Dänemark     | The Danish Business Authority                                                                                           | https://danishbusinessauthority.dk/       |
| Deutschland  | Nationales Koordinierungszentrum für Cybersicherheit (NKCS) – Bundesamt für Sicherheit in der Informationstechnik (BSI) | https://www.nkcs.bund.de/de               |
| Estland      | Estonian Information System Authority                                                                                   |                                           |
| Finnland     | Finnish Transport and Communications Agency Traficom's National Cyber Security Centre (NCSC-FI)                         |                                           |
| Frankreich   | Agence Nationale de la Sécurité des Systèmes d'Information (ANSSI)                                                      |                                           |
| Griechenland | National Cybersecurity Authority of Greece                                                                              |                                           |
| Irland       | National Cyber Security Centre of Ireland                                                                               | https://www.ncsc.gov.ie/                  |
| Italien      | Agenzia per la Cybersicurezza Nazionale (ACN)                                                                           | https://www.acn.gov.it/                   |
| Lettland     | Ministry of Defence |                                           |
| Litauen      | National Coordination Centre, Ministry of National Defence                                                              |                                           |
| Luxemburg    | Security made in Letzebuerg GIE                                                                                         | https://www.securitymadein.lu/agency/ncc/ |
| Malta        | Malta Information Technology Agency                                                                                     | https://www.mita.gov.mt/                  |
| Niederlande  | The Netherlands Enterprise Agency (RVO)                                                                                 |                                           |
| Österreich   | Federal Chancellery of Austria in cooperation with the Austrian Research Promotion Agency                               | https://www.ffg.at/europa/ncc             |
| Polen        | National Cybersecurity Coordination Centre Unit in the Chancellery of the Prime Minister                                |                                           |
| Rumänien     | Centrul Național de Coordonare                                                                                          |                                           |
| Schweden     | Swedish Civil Contingencies Agency                                                                                      | https://www.msb.se/                       |
| Slowakei     | Cyber Security Competence and Certification Centre (KCCKB)                                                              | https://cybercompetence.sk/               |
| Slowenien    | Office of the Government of the Republic of Slovenia for Information Security                                           | https://www.uiv.gov.si/ncc                |
| Spanien      | National Cybersecurity Institute (INCIBE)                                                                               | https://www.incibe.es/                    |
| Tschechien   | National Cyber and Information Security Agency                                                                          |                                           |
| Zypern       | Digital Security Authority (DSA)                                                                                        |                                           |

### Detailbeschreibung einzelner Nationaler Koordinierungszentren

#### Deutschland
Das nationale Koordinierungszentrum für Deutschland ist eine Plattform, an der sich das Bundesministerium für Wirtschaft und Klimaschutz (BMWK), das Bundesministerium des Innern und für Heimat (BMI), das Bundesministerium der Verteidigung (BMVg) und das Bundesministerium für Bildung und Forschung (BMBF) sowie einzelne nachgeordnete Behörden, wie das Bundesamt für Sicherheit in der Informationstechnik (BSI), das Forschungsinstitut Cyber Defence (CODE) und DLR Projektträger beteiligen. Die Verantwortung für die ressortübergreifende Koordination liegt beim BMI. Das BSI dient als Single Point of Contact für das ECCC, andere europäische NCCs und nationale Stakeholder.

#### Österreich
Das Nationale Koordinierungszentrum Cybersicherheit Österreichs ist eine Kooperation von Bundeskanzleramt (BKA) und der Österreichischen Forschungsförderungsgesellschaft FFG. Die Gesamtkoordination des Nationalen Koordinierungszentrums Cybersicherheit Österreich liegt beim Bundeskanzleramt (BKA). Das BKA agiert hierbei als Nationale Kontaktstelle und ist im Verwaltungsrat (Governing Board – GB) des ECCC vertreten. Die FFG unterstützt das BKA, übernimmt die Förderberatung und hilft der Community beim Kompetenzaufbau sowie bei der Antragstellung und Vernetzung. Das Bundeskanzleramt nimmt im Cyberbereich in der österreichischen Bundesregierung die strategische Koordination wahr, die neben der gesamtstaatlichen auch die europäische Koordination im Cyberbereich umfasst. Innerhalb des Bundeskanzleramtes ist die Abteilung I/8 Cybersicherheit, GovCERT, NIS-Büro und ZAS (Zentrale Ausweichsystem) für das Fachthema Cybersicherheit zuständig.